# Edmund Brenner
Edmund Brenner (* 21. April 1933 in Eglosheim; † 14. September 1998) war ein deutscher Leichtathlet.

## Leben
Edmund Brenner war in den 1950er Jahren einer der erfolgreichsten deutschen Mittelstreckenläufer. Entdeckt wurde sein Talent von Robert Schank, Realschullehrer in Eglosheim, der Brenners erster Trainer wurde. 1951 wurde Brenner in Oberwesel mit einer Zeit von 2:35 min Deutscher Jugendmeister über 1000 Meter. 1954 wurde er in einer Zeit von 1:55,9 min erstmals Deutscher Hallenmeister über 800 Meter. Vom SVK Eglosheim wechselte Brenner anschließend zu den Stuttgarter Kickers und verteidigte seinen Hallenmeistertitel zweimal in Folge. Am 2. Februar 1956 stellte er in Dortmund mit einer Zeit von 2:23,0 min über 1000 Meter einen Hallenweltrekord auf.
Bei den Deutschen Meisterschaften 1958 und 1959 folgten zwei Meistertitel über 1500 Meter. Brenner nahm an über 20 Länderkämpfen für Deutschland teil. Eine Teilnahme an den Olympischen Spielen 1956 in Melbourne und 1960 in Rom blieb ihm durch Verletzungen jedoch verwährt.
Am 6. Mai 1989 wurde Brenner im Schloss in Ludwigsburg der Verdienstorden des Landes Baden-Württemberg verliehen.